# 井手正敬
井手 正敬（いで まさたか、1935年4月3日 - ）は、日本の実業家。西日本旅客鉄道（JR西日本）社長・会長を歴任。内閣法制局第一部長や文部次官を務めた井手成三は父。兵庫県芦屋市在住。

## 人物
福井県小浜市生まれ。学習院初等科、学習院中等科を経て、1954年に東京都立戸山高等学校卒業。東京大学経済学部卒業後、日本国有鉄道（国鉄）入社。葛西敬之、松田昌士とともに「国鉄改革3人組」と称され、国鉄の分割民営化に尽力した。
1992年（平成4年）にJR西日本社長就任。ワンマン経営者として知られ、社長・会長を11年務め、JR西日本は「井手商会（商店）」と呼ばれるほどであった。また、そのワンマン振りから社内では「（井手）天皇」というあだ名でも恐れられていた。後に第5代社長となる山崎正夫などからも恐れられる存在であったが、後述のJR福知山線脱線事故後、安全性よりも収益性の改善を優先させたとの批判を浴びた。また、職場規律が弛緩しがちな国営時代の体質を改善するために実施された日勤教育の実態が批判されたことにより、相談役を引責辞任した。
2022年5月、葛西敬之が死去したことにより、国鉄改革3人組唯一の存命者となった。

## 批判

### JR総連について
2022年（令和4年）10月、井手は産経新聞のインタビューにおいて、国鉄改革の労使問題に触れ、同問題は同時点でも未解決であり、「北海道と貨物にはまだJR総連（全日本鉄道労働組合総連合会）の影響力が残っている」「終焉したとは言えないかもしれない」などと述べた。これに対し、JR総連は「井手などによる手段を選ばない組織破壊攻撃が労使関係を破壊し、安全よりも運行優先・利益優先の職場支配に至り、JR福知山線脱線事故発生の遠因になった」などと指摘する抗議声明を出した。

### JR東海について
2022年（令和4年）10月、井手は産経新聞のインタビューにおいて、JR東海の名誉会長で同年5月に死去した葛西敬之が同社とJR西日本の合併構想を持っており、「将来は東海と西日本が一緒になって、東西で分けようという構想を持っていたのではないか」と発言したが、JR東海社長の金子慎は同月20日の定例記者会見において、「この合併案は『井手さんの構想』と葛西から直接聞いた。葛西の考えではないし、否定的だった」と反論。更に葛西が生前に出版した著書の中でも「井手氏の構想」と記載していたことにも触れた上で「葛西の生前の考えとは異なっており、亡くなってから（井手氏が）おっしゃるのはどうなのか」と批判した。

### JR福知山線脱線事故について
脱線事故が起きてから、遺族が井手との面会を求めているとJR西日本から伝えられた。遺族には直接会って謝らねばならないと考えていた井手は、JR西日本に対し承諾の返事をしたが、その際に「企業風土に問題はなかったとはっきり言う」とも伝えたところ、「それなら結構です」と言われて面会は実現しなかった。辞任後、JR西日本子会社の幹部に天下りしていたことが発覚し、脱線事故の遺族から猛非難を浴びている。
井手は脱線事故に関して、他の歴代社長と同様に神戸地検より不起訴処分となっていた。しかし、2009年（平成21年）10月22日、神戸第1検察審査会は、井手を起訴すべきとする「起訴相当」を議決した。その後また不起訴処分となるも、検察審査会により再び起訴相当の議決をされたために強制起訴されることとなり、2010年4月23日、脱線事故から（公訴時効である）5年を前に、在宅起訴された。同日起訴された歴代社長である南谷昌二郎と垣内剛は、報道陣からの取材に応じて陳謝したが、井手は取材に応じず、コメントも出さなかった。
最高裁判所において無罪確定後の2017年12月、経営者の一員として道義的責任を感じていること、遺族に申し訳ない気持ちを抱いていることを述べたが、事故の原因に企業風土の問題は絶対になかったと主張している。
2022年10月、井手は産経新聞のインタビューにおいて、JR福知山線脱線事故に触れ、「経営に携わっていた者として、亡くなった方、遺族の方、負傷された方々に申し訳ないと思っている」と反省の弁を述べた。同時に、事故原因が何であったかについて、JR西日本の公式見解とは異なる認識を持っていることを改めて明らかにした。この中で井手は、事故当時のJR西日本社長であった垣内剛が国会で「企業風土の改革に全力を挙げる」と発言したことに対して、「自分たちの責任ではなく、『企業風土』という言葉でこの会社を築いた先輩たちに責任を押し付けようとした。それこそおかしいではないか」と批判している。日勤教育についても、井手は「事故や問題を起こした乗務員を再教育するのは当たり前ではないか」「特に問題視された草むしりは、決して懲罰だけでやらせたのではない。乗務員が安心して運行できるのは、保線の人たちがいるからだ。彼らは暑い日も汗をかきながら草むしりもしている。そんなことを知らず、あたかも嫌がらせで草むしりをさせていたとなった」と述べている。
これに対して、JR西日本はインタビュー記事が産経新聞に掲載された当日（2022年10月8日）、「弊社の認識とは全く異なるものであり、極めて不本意」とするコメントを発表した。

## 経歴
- 1959年 - 東京大学経済学部卒業後、日本国有鉄道に入社[5]。
- 1973年 - 広報部次長就任。
- 1977年 - 経理局調査役就任。
- 1980年 - 経営計画室筆頭主幹就任。
- 1982年 - 総裁室秘書課長就任。
- 1984年 - 東京西鉄道管理局長就任[5]。
- 1985年 - 総裁室審議役兼経営計画室審議役、再建実施推進本部事務局長に就任[5]。
- 1986年 - 総裁室長就任。
- 1987年4月 - JR西日本代表取締役副社長就任[5]。
- 1992年6月24日 - 同社代表取締役社長就任[7]。
- 1997年4月1日 - 同社代表取締役会長就任[7]。
- 2003年 - 同社取締役相談役就任。
- 2006年6月 - JR福知山線脱線事故の責任を取って相談役を退任。
- 2006年8月 - ジェイアール西日本コミュニケーションズ顧問就任。
- 2009年7月 - 顧問契約解除。
  - 横綱審議委員会委員、京大経営協議会委員、財団法人大阪体育協会会長、財団法人IAAF世界陸上2007大阪大会組織委員会理事、財団法人日本美術協会理事、関西東大会会長も務めた。
  - 当初、三洋電機の社外取締役に内定していたが、上記事故のため辞退している。
- 2009年10月23日 - 神戸第1検察審査会は、井手を起訴すべきだとする「起訴相当」を議決。
- 2009年12月4日 - 不起訴となるが、検察審査会が自動的に再審査に入る[23]。
- 2010年3月26日 - 神戸第一検察審査会が再び起訴相当と議決したため、強制的な起訴が決まった。
- 2010年4月23日 - 在宅強制起訴される。
- 2017年6月13日 - 最高裁にて上告を棄却され無罪確定。

## テレビ番組
- 日経スペシャル ガイアの夜明け 安全神話の崩壊効率主義の先に見えたもの（2005年5月31日、テレビ東京）[24]。- JR福知山線の脱線事故 JR西日本の首脳 独占インタビュー。